# Eugène de Pousargues
Eugène de Pousargues (21 ottobre 1859 – 24 gennaio 1901) è stato uno zoologo francese originario di Saint-Omer (Passo di Calais).
A partire dal 1885, fu assistente di Alphonse Milne-Edwards (1835-1900), e lavorò come tassidermista presso il Laboratorio di Mammalogia del Museo Nazionale di Storia Naturale di Parigi. Morì di una setticemia contratta nel corso di una dissezione.
Fu autore di un trattato sui mammiferi del Congo Francese, Étude sur les mammifères du Congo français (1897), e, assieme a Milne-Edwards, dell'opera Le rhinopithèque de la vallée du Haut Mékong (Rhinopithecus bieti, A. M.-E.) (1898).
Il carnivoro africano noto come mangusta di Pousargues (Dologale dybowskii Pousargues, 1893) deve a lui il nome.